# Australian Open 2000
De 88e editie van het Australische grandslamtoernooi, het Australian Open 2000, werd gehouden tussen 17 en 30 januari 2000. Voor de vrouwen was het de 74e editie. Het werd in het Melbourne Park te Melbourne gespeeld. Het centre court kreeg de naam Rod Laver Arena, ter ere van de gevierde Australische speler Rod Laver.
Het toernooi van 2000 trok 501.251 toeschouwers.

## Belangrijkste uitslagen
Mannenenkelspel

Finale: Andre Agassi (VS) won van Jevgeni Kafelnikov (Rusland) met 3-6, 6-3, 6-2, 6-4
Vrouwenenkelspel

Finale: Lindsay Davenport (VS) won van Martina Hingis (Zwitserland) met 6-1, 7-5
Mannendubbelspel

Finale: Ellis Ferreira (Zuid-Afrika) en Rick Leach (VS) wonnen van Wayne Black (Zimbabwe) en Andrew Kratzmann (Australië) met 6-4, 3-6, 6-3, 3-6, 18-16
Vrouwendubbelspel

Finale: Lisa Raymond (VS) en Rennae Stubbs (Australië) wonnen van Martina Hingis (Zwitserland) en Mary Pierce (Frankrijk) met 6-4, 5-7, 6-4
Gemengd dubbelspel

Finale: Rennae Stubbs (Australië) en Jared Palmer (VS) wonnen van Arantxa Sánchez Vicario (Spanje) en Todd Woodbridge (Australië) met 7-5, 7-6
Meisjesenkelspel

Finale: Anikó Kapros (Hongarije) won van María José Martínez Sánchez (Spanje) met 6-2, 3-6, 6-2
Meisjesdubbelspel

Finale: Anikó Kapros (Hongarije) en Christina Wheeler (Australië) wonnen van Lauren Barnikow (VS) en Erin Burdette (VS) met 6-3, 7-6
Jongensenkelspel

Finale: Andy Roddick (VS) won van Mario Ančić (Kroatië) met 7-6, 6-3
Jongensdubbelspel

Finale: Nicolas Mahut (Frankrijk) en Tommy Robredo (Spanje) wonnen van Tres Davis (VS) en Andy Roddick (VS) met 6-2, 5-7, 11-9

## Uitzendrechten
Het Australian Open was in Nederland en België te zien op Eurosport.
1905 · 1906 · 1907 · 1908 · 1909 · 1910 · 1911 · 1912 · 1913 · 1914 · 1915 · 1916–1918 · 1919 · 1920 · 1921 · 1922 · 1923 · 1924 · 1925 · 1926 · 1927 · 1928 · 1929 · 1930 · 1931 · 1932 · 1933 · 1934 · 1935 · 1936 · 1937 · 1938 · 1939 · 1940 · 1941–1945 · 1946 · 1947 · 1948 · 1949 · 1950 · 1951 · 1952 · 1953 · 1954 · 1955 · 1956 · 1957 · 1958 · 1959 · 1960 · 1961 · 1962 · 1963 · 1964 · 1965 · 1966 · 1967 · 1968
↓ open tijdperk ↓
1969 (m-v-md-vd-gd) · 1970 (m-v-md-vd) · 1971 (m-v-md-vd) · 1972 (m-v-md-vd) · 1973 (m-v-md-vd) · 1974 (m-v-md-vd) · 1975 (m-v-md-vd) · 1976 (m-v-md-vd) · jan 1977 (m-v-md-vd) · dec 1977 (m-v-md-vd) · 1978 (m-v-md-vd) · 1979 (m-v-md-vd) · 1980 (m-v-md-vd) · 1981 (m-v-md-vd) · 1982 (m-v-md-vd) · 1983 (m-v-md-vd) · 1984 (m-v-md-vd) · 1985 (m-v-md-vd) · 1986 · 1987 (m-v-md-vd-gd) · 1988 (m-v-md-vd-gd) · 1989 (m-v-md-vd-gd) · 1990 (m-v-md-vd-gd) · 1991 (m-v-md-vd-gd) · 1992 (m-v-md-vd-gd) · 1993 (m-v-md-vd-gd) · 1994 (m-v-md-vd-gd) · 1995 (m-v-md-vd-gd) · 1996 (m-v-md-vd-gd) · 1997 (m-v-md-vd-gd) · 1998 (m-v-md-vd-gd) · 1999 (m-v-md-vd-gd) · 2000 (m-v-md-vd-gd) · 2001 (m-v-md-vd-gd) · 2002 (m-v-md-vd-gd) · 2003 (m-v-md-vd-gd) · 2004 (m-v-md-vd-gd) · 2005 (m-v-md-vd-gd) · 2006 (m-v-md-vd-gd) · 2007 (m-v-md-vd-gd) · 2008 (m-v-md-vd-gd) · 2009 (m-v-md-vd-gd) · 2010 (m-v-md-vd-gd) · 2011 (m-v-md-vd-gd) · 2012 (m-v-md-vd-gd) · 2013 (m-v-md-vd-gd) · 2014 (m-v-md-vd-gd) · 2015 (m-v-md-vd-gd) · 2016 (m-v-md-vd-gd) · 2017 (m-v-md-vd-gd) · 2018 (m-v-md-vd-gd) · 2019 (m-v-md-vd-gd)  · 2020 (m-v-md-vd-gd) · 2021 (m-v-md-vd-gd) · 2022 (m-v-md-vd-gd) · 2023 (m-v-md-vd-gd) · 2024 (m-v-md-vd-gd) · 2025 (m-v-md-vd-gd)
Lijst van Australian Openwinnaars